# 喜山滑蜥
喜山滑蜥（学名：Scincella himalayana）为石龙子科滑蜥属的爬行动物。其种加词“himalayana”意为“喜马拉雅山脉的”。分布于巴基斯坦、印度、尼泊尔以及中国大陆的新疆、西藏等地，发现在海拔800米的水塘边稀疏林下的石块间。该物种的模式产地在喜马拉雅山脉克什米尔、西姆拉。

## 保护
本种于2023年被收录入《有重要生态、科学、社会价值的陆生野生动物名录》。